# Anna Hamilton

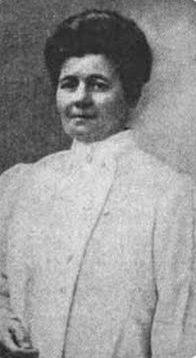
Anna Hamilton (1919)

Anna Émilie Hamilton (* 22. Mai 1864 in Fiesole/Italien; † 19. Oktober 1935 in Talence/Frankreich) war eine französische Ärztin, Leiterin des „protestantischen Krankenhauses Bordeaux“ und Protagonistin der Professionalisierung der Pflege in Frankreich.

## Leben
Anna Émilie Hamilton wurde als Tochter der Französin Zulma Pilatte und des Engländers Frederic Hamilton in Italien geboren. Der Vater war wohlhabender Aristokrat und lebte in Frankreich. Anna Hamilton ging in Chambéry und in der Schweiz in Genf zur Schule. Im Jahr 1890 war Anna Hamilton die erste Frau, die sich an der Universität Montpellier für das Medizinstudium einschrieb. Sie wurde im Jahr 1900 mit einer wissenschaftlichen Abhandlung über den Pflegeberuf in Frankreich mit dem Titel Betrachtungen über die Krankenschwestern der Krankenhäuser promoviert. Es war die erste wissenschaftliche Abhandlung zu dieser Thematik in Frankreich. Mit dieser Dissertation inspirierte Hamilton die spätere Präsidentin des International Council of Nurses Léonie Chaptal. 1898 konnte Hamilton sechs Wochen lang in Londoner Krankenhäusern hospitieren. Sie war begeistert von der Krankenpflegeschule von Florence Nightingale am St. Thomas Hospital. 1899 nahm Hamilton am ersten Kongress des International Council of Nurses (ICN) teil. 1901 wurde sie Leiterin des protestantischen Krankenhauses („la Maison de santé protestante de Bordeaux“) in Bordeaux und begründete daselbst eine Krankenpflegeschule nach Nightingale Vorbild („École des Gardes-Malades“), die sie ebenfalls leitete. Ärzte sollten in der Ausbildung keine Rolle spielen, stattdessen sollten erfahrene Pflegekräfte die praktische Ausbildung übernehmen. Diese Schule wurde einige Jahre später nach Florence Nightingale benannt. Im Jahr 1906 begann Hamilton mit der Herausgabe der Pflegezeitschrift La Garde-Malade hospitalière. 1907 wurde sie zur Mitorganisatorin des ICN-Pflegekongresses. Im Ersten Weltkrieg wurde das protestantische Krankenhaus Bordeaux zum Lazarett. Nach dem Ersten Weltkrieg errichtete Hamilton ein eigenes Krankenhaus in Bagatelle bei Bordeaux, wo sie auch ein Schwesterninternat einrichtete. 1919 unternahm sie eine Vortragsreise in die USA, um für Spendengelder für Krankenhausbauten in Frankreich zu werben. 1934 legte sie das Amt als Leiterin des protestantischen Krankenhauses nieder. Sie verstarb ein Jahr später an einem Krebsleiden.

### Auseinandersetzung mit Désiré-Magloire Bourneville
Anna Hamilton trat für eine „éducation supérieure“ der Krankenschwestern, also für eine höhere Pflegeausbildung, ein. Auch sollten die Pflegeschülerinnen bereits adäquat schulisch gebildet sein, um den Unterrichtsinhalten während der Pflegeausbildung folgen zu können. Der Neurologe Désiré-Magloire Bourneville (1840–1909) in Paris war hingegen der Meinung, dass auch Frauen mit mangelhaftem schulischem Hintergrund die Pflegeausbildung absolvieren können sollten. Hamilton forderte weiterhin, dass Pflegekräfte den Ärzten gleichgestellt sein sollten. Sie korrespondierte mit der US-Pflegewissenschaftlerin Mary Adelaide Nutting (1858–1948).

## Auszeichnung
- 1930 Ritter der „Legion of honor“

## Veröffentlichungen
- Considérations sur les infirmières des hôpitaux avec vingt-quatre figures (1901)
- Soins généraux à donner aux malades
- Florence Nightingale

## Video
- arte.tv: Florence Nightingale. Mutter aller Schwestern. Min. 01:08:52–01.13.05. Cécile Bartholome, Leiterin der Schwesternschule Nightingale in Bagatelle zu Anna Hamilton: Link zum Film